# 華盛頓縣 (賓夕法尼亞州)
華盛頓縣（英語：Washington County）是美国宾夕法尼亚州西南部的一個縣，面積2,230平方公里。根據2020年美國人口普查，共有人口20萬9,349人。縣治華盛頓。該郡成立於1781年3月28日，縣名紀念首任總統乔治·华盛顿。